# Pilip Vajcjachovič
Pilip Iharavič Vajcjachovič (in bielorusso Піліп Ігаравіч Вайцяховіч?; Maladzečna, 26 marzo 1990) è un ex calciatore bielorusso, di ruolo portiere.

## Carriera

### Club
Cresciuto nel settore giovanile del Partyzan Minsk, debutta in prima squadra il 2 maggio 2010, disputando l'incontro di Vyšėjšaja Liha perso per 0-3 contro la Dinamo Brėst. Negli anni seguenti ha giocato nelle serie minori del calcio bielorusso e quello svedese.
Nel 2019 viene acquistato dall'IFK Värnamo. Con i biancoblù si rende tra i protagonisti della scalata dalla terza divisione alla massima serie svedese, ottenuta durante la Superettan 2021. Debutta nell'Allsvenskan il 3 aprile 2022, in occasione dell'incontro valido per la prima giornata e perso per 2-1 contro l'IFK Göteborg. La sua prima stagione nella massima serie svedese si conclude con 27 presenze all'attivo su 30 giornate totali, in un torneo concluso dall'IFK Värnamo con la salvezza. Comincia da portiere titolare anche l'Allsvenskan 2023, ma nel corso del campionato perde il posto in favore di Jonathan Rasheed. A fine anno la dirigenza non rinnova il suo contratto in scadenza, ponendo così fine alla sua parentesi presso il club.

### Nazionale
Ha rappresentato le nazionali giovanili bielorusse.

## Statistiche

### Presenze e reti nei club
Statistiche aggiornate al 13 ottobre 2022.
| Stagione          | Squadra           | Campionato        | Campionato | Campionato | Coppe nazionali | Coppe nazionali | Coppe nazionali | Coppe continentali | Coppe continentali | Coppe continentali | Altre coppe | Altre coppe | Altre coppe | Totale | Totale |
| Stagione          | Squadra           | Comp              | Pres       | Reti       | Comp            | Pres            | Reti            | Comp               | Pres               | Reti               | Comp        | Pres        | Reti        | Pres   | Reti   |
| ----------------- | ----------------- | ----------------- | ---------- | ---------- | --------------- | --------------- | --------------- | ------------------ | ------------------ | ------------------ | ----------- | ----------- | ----------- | ------ | ------ |
| 2008              | Polack            | 1L                | 12         | 0          |                 | -               | -               |                    | -                  | -                  |             | -           | -           | 12     | 0      |
| 2010              | Partyzan Minsk    | VL                | 2          | 0          |                 | -               | -               |                    | -                  | -                  |             | -           | -           | 2      | 0      |
| 2011              | Frej              | D1                | 10         | 0          |                 | -               | -               |                    | -                  | -                  |             | -           | -           | 10     | 0      |
| mar.-ago. 2013    | Dinamo Brėst      | VL                | 0          | 0          | CB              | 1               | 0               |                    | -                  | -                  |             | -           | -           | 1      | 0      |
| ago.-dic. 2013    | Vedryč-97 Rėčyca  | 1L                | 7          | 0          |                 | -               | -               |                    | -                  | -                  |             | -           | -           | 7      | 0      |
| 2014              | AFC United        | D1                | 9          | 0          | CS              | 1               | 0               |                    | -                  | -                  |             | -           | -           | 10     | 0      |
| 2015              | AFC United        | S1                | 7          | 0          | CS              | 1               | 0               |                    | -                  | -                  |             | -           | -           | 8      | 0      |
| Totale AFC United | Totale AFC United | Totale AFC United | 16         | 0          |                 | 2               | 0               |                    | -                  | -                  |             | -           | -           | 18     | 0      |
| mar.-ago. 2016    | Umeå FC           | D1                | 13         | 0          |                 | -               | -               |                    | -                  | -                  |             | -           | -           | 13     | 0      |
| ago.-dic. 2016    | FC Trollhättan    | D1                | 1          | 0          |                 | -               | -               |                    | -                  | -                  |             | -           | -           | 1      | 0      |
| 2017              | IFK Värnamo       | S1                | 0          | 0          | CS+CS           | 1+1             | 0               |                    | -                  | -                  |             | -           | -           | 2      | 0      |
| 2018              | Vasalund          | D2                | 25         | 0          | CS              | 1               | 0               |                    | -                  | -                  |             | -           | -           | 26     | 0      |
| 2019              | IFK Värnamo       | D1                | 21         | 0          | CS+CS           | 2+1             | 0               |                    | -                  | -                  |             | -           | -           | 24     | 0      |
| 2020              | IFK Värnamo       | E                 | 25         | 0          |                 | -               | -               |                    | -                  | -                  |             | -           | -           | 25     | 0      |
| 2021              | IFK Värnamo       | S1                | 21         | 0          |                 | -               | -               |                    | -                  | -                  |             | -           | -           | 21     | 0      |
| 2022              | IFK Värnamo       | A                 | 25         | 0          | CS              | 3               | 0               |                    | -                  | -                  |             | -           | -           | 28     | 0      |
| Totale carriera   | Totale carriera   | Totale carriera   | 178        | 0          |                 | 12              | 0               |                    | -                  | -                  |             | -           | -           | 190    | 0      |

## Palmarès

### Club

#### Competizioni nazionali
- Superettan: 1

IFK Värnamo: 2021